# Körchow
Körchow ist ein Ortsteil der Stadt Wittenburg im Landkreis Ludwigslust-Parchim in Mecklenburg-Vorpommern (Deutschland).
Zur Ortschaft gehören die Ortsteile Körchow, Perdöhl und Zühr.

## Geografie und Verkehrsanbindung
Körchow liegt etwa sieben Kilometer südlich von Wittenburg und neun Kilometer westlich von Hagenow, wo sich auch die nächste Bahnanbindung befindet. Die Bundesautobahn 24 verläuft etwa sechs Kilometer nördlich der Gemeinde.

## Geschichte

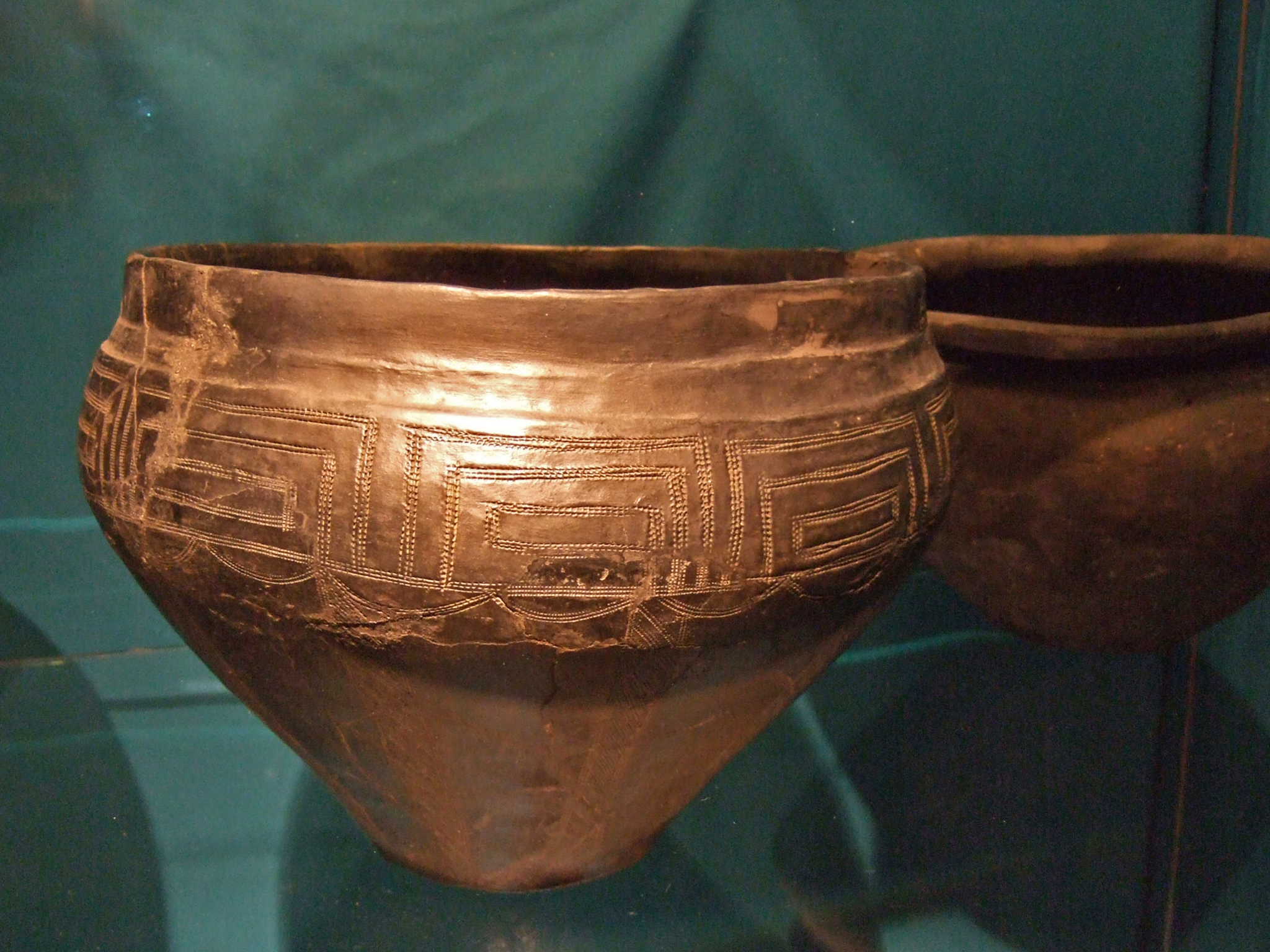
Elbgermanische Urne von Körchow

### Körchow
Körchow wird 1194 als Kurchowe im Isfriedschen Teilungsvertrag erstmals urkundlich erwähnt. Mitte des 13. Jahrhunderts wurde die romanische Feldsteinkirche erbaut. Sie wird bereits 1230 im Ratzeburger Zehntregister genannt, welches die damals zum Bistum Ratzeburg gehörenden Ortschaften geordnet nach Kirchspielen auflistet. Mit ihren bis zu 2,6 Meter starken Mauern im Turm und den schießschartenähnlichen Fenstern macht sie den Eindruck einer mittelalterlichen Wehrkirche, ist aber zu diesem Zweck weder errichtet noch als solche genutzt worden.
In den Jahren 1734/35 war der in Wittenburg geborene Satiriker Christian Ludwig Liscow kurzzeitig als Gutsverwalter der Familie von Clausenheim angestellt, die es 1726 von der Familie von Bischwang erwarb. In der Kirche von Körchow finden sich verschiedene Hinweise auf die Familie, so ein Monogramm am Kanzelaufgang, ein Wappen mit der Jahreszahl 1761 an der Empore und ein Epitaph für Johann Heinrich von Clausenheim. Körchow ist kein Stammgut einer Familie gewesen. Um 1900 wurde kurz Arnold Woldemar von Frege-Weltzien der örtliche Gutsherr, er hatte weitere Besitzungen in Sachsen und Thüringen.
Letzter Gutsbesitzer war der Landwirt Ehrenfried von Wollfersdorff-Abtnaundorf auf Weisin. Er hatte auch später das Amt des Geschäftsführers des Verbandes seiner Familie inne. Nach dem 1928 letztmals amtlich publizierten Mecklenburgischen Güter-Adressbuch gehörten zu seinem Eigentum das alte Allodialgut Körchow mit 1039 ha Fläche. Davon waren unter anderem 170 ha Waldbesitz. Schwerpunkt die Betriebes war die intensive Viehwirtschaft. Als Pächter agierte der aus Hamburg stammenden Inspektor F. R. Richter. Im Ort bestanden drei weitere Höfe mit je 28 ha Größe, die der Familien Berta Dreyer, Johann Goutgen sowie Hermann Hochwater. Genau bis in die 1934 war der Ort ein Gutsdorf, wurde dann nach dem Verkauf durch die Gutsbesitzerfamilie, einzeln aufgesiedelt, das heißt für die Besiedlung in Bauernwirtschaften aufgeteilt. Es entstanden vierzig Neubauernstellen. 
Das Gutshaus Körchow ist im Stil eines englischen Herrenhauses gebaut. Nach dem Zweiten Weltkrieg wurden die oberen Stockwerke des älteren Gebäudes abgetragen, das Erdgeschoss entkernt und als Düngemittel-Lager genutzt. Später wurde daraus ein Tanzsaal für die Landwirtschaftliche Produktionsgenossenschaft (LPG). Der neuere Teil diente bis 1972 Wohnzwecken, das Gemeindebüro und die LPG-Küche waren darin untergebracht und zeitweilig auch der Kindergarten. 1976 wurde auch dieser Teil bis zum Erdgeschoss abgetragen und größtenteils eingeschossig wieder aufgebaut. Bis 2002 wurde das Gutshaus als Gaststätte genutzt. 2007 erwarben die neuen Eigentümer das Gut und bauen es zu einem regionalen Veranstaltungsort aus. Gut Körchow ist auch Vereinsheim des Griese Gegend e. V. sowie mit INOSCENO, dem Internet und Open Source Center Nord, seit Anfang 2011 Anlaufstelle für die Anhänger von Open-Source-Software.
Zum 25. Mai 2014 wurde Körchow zusammen mit Lehsen nach Wittenburg eingemeindet.

### Zühr

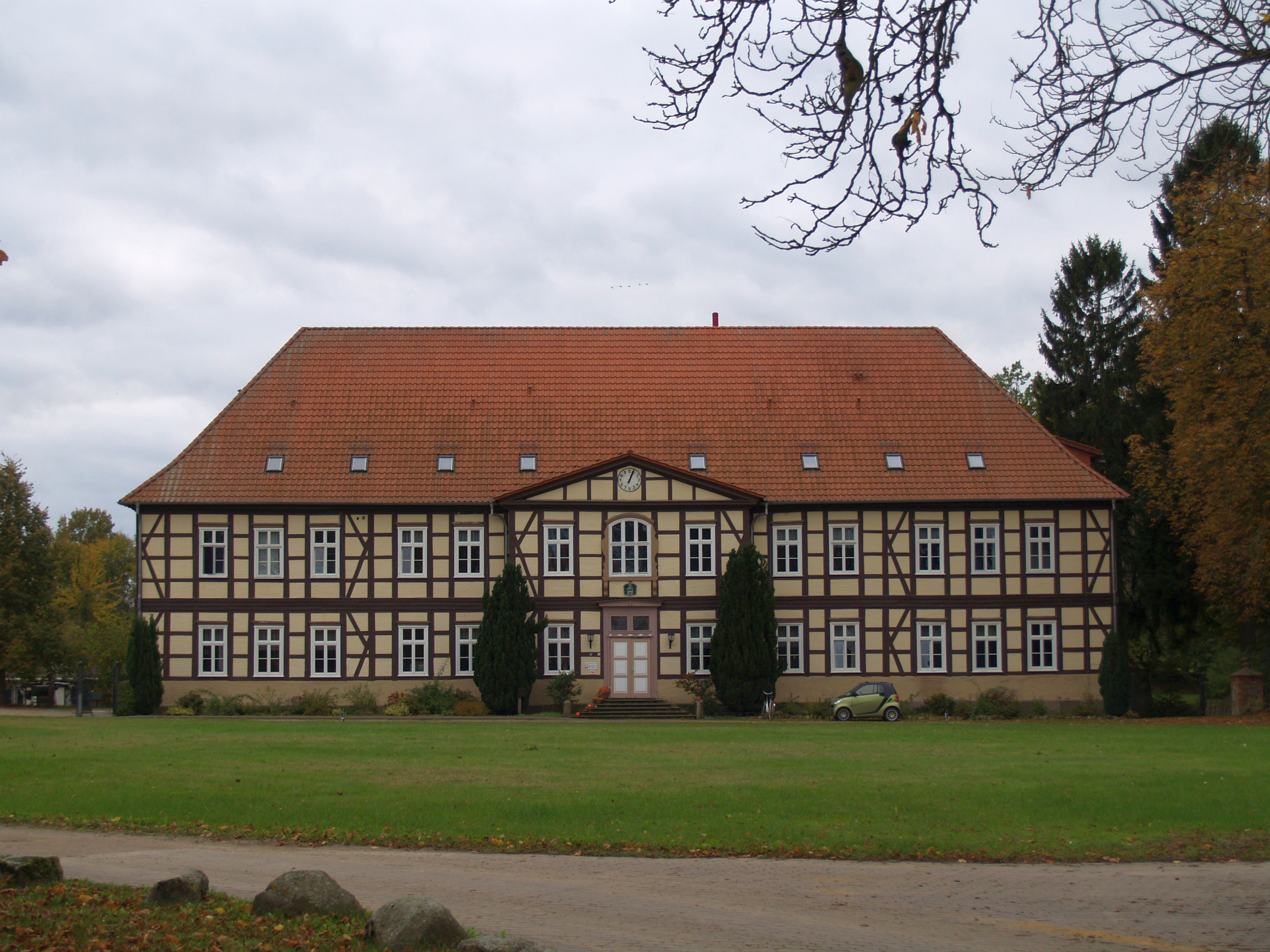
Herrenhaus Zühr

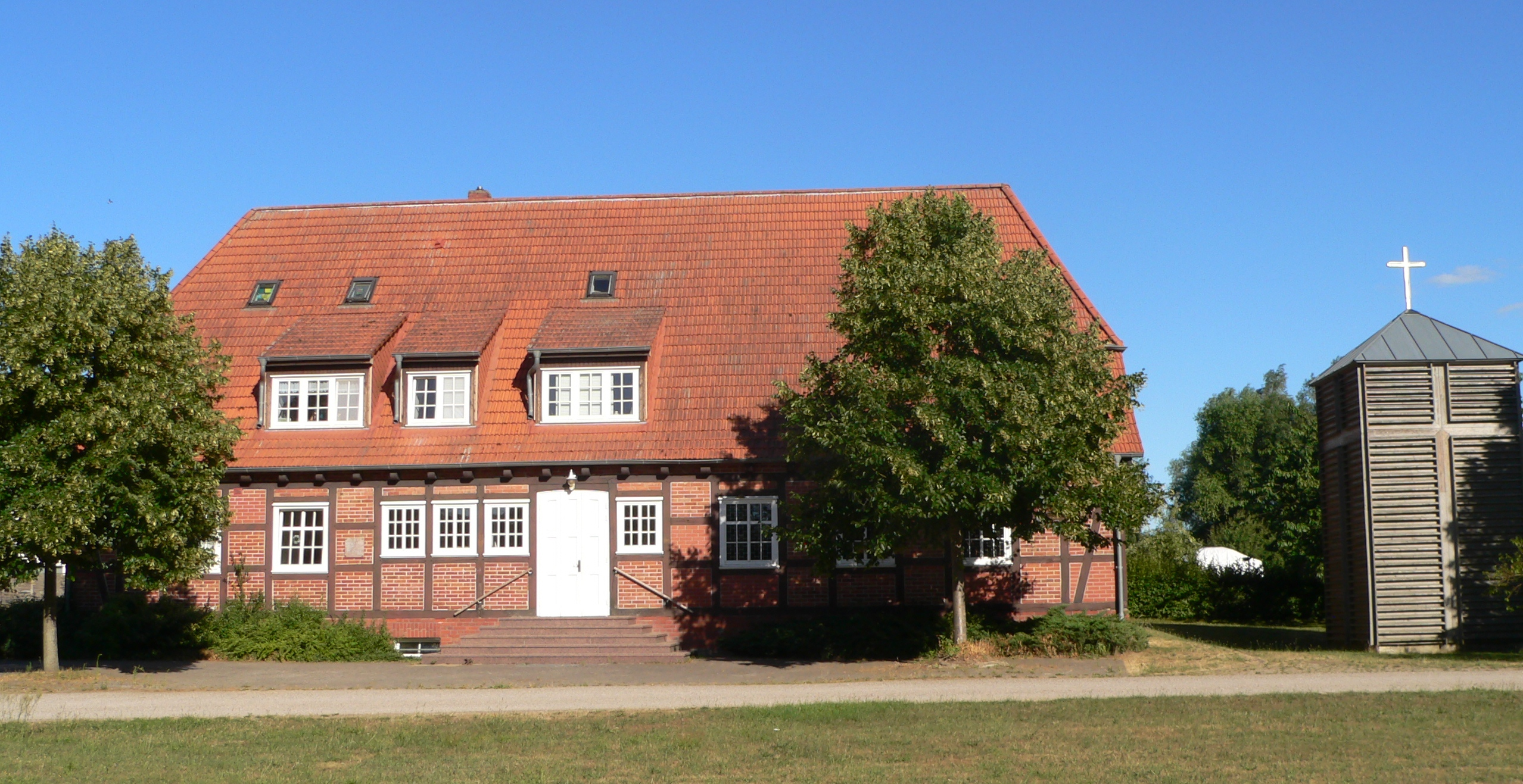
Kirche St. Josef in Zühr

Auch Zühr wird – ebenso wie Körchow und Perdöhl – bereits 1194 im Isfriedschen Teilungsvertrag erstmals urkundlich erwähnt. Zühr war seit dem 14. Jahrhundert das mecklenburgische Stammgut des lauenburgischen Geschlechts von Züle. Bis 1650 besaß die Familie von Bischwang Zühr, konnte es wegen Kriegsschulden nicht mehr halten. In der Ortsmitte von Zühr befindet sich nun das um 1740 für den sächsisch-polnischen Feldmarschall von Zühlen (Züle) in Fachwerkbauweise errichtete Herrenhaus Zühr. Breit gelagert mit dreizehn Achsen und zweigeschossig, ist das Gutshaus mit einem hohen Walmdach versehen. Die Mitte wird durch einen dreiachsigen Mittelrisalit mit einem flachen Giebeldreieck betont. Über der Tür zeigt ein Wappen drei Eichenblätter an einem Aststück. Es ist das Wappen der Familie von Graevenitz, die das Gut Zühr ab 1830 besaß. Erworben wurde es wohl durch Karl Friedrich Ferdinand von Graevenitz (1792–1870). Der nächste Gutsherr Georg von Graevenitz hatte zudem mehrere Ehrenämter inne, er war Ehrenritter des Johanniterordens, Kammerherr von Mecklenburg-Strelitz sowie Jägermeister, mit Wohnsitz in der Residenzstadt Neustrelitz. Im 19. Jahrhundert wurden an den Giebeln und auf der Parkseite des Gutshauses Veränderungen vorgenommen, an der nachträglich angebrachten Veranda sind der Name und das Datum C. v. G. (Graevenitz) 1863 zu erkennen. Karl Friedrich Wilhelm von Graevenitz (1836–1912), verheiratet mit der Generalstochter Elisabeth von Stuckrad, setzt die Tradition fort. Inzwischen war ein Familienfideikommiss gegründet worden. Letzter Vertreter war dann deren Sohn Hauptmann Hans von Graevenitz (1869–1936), der zuletzt mit seiner Familie in Dresden lebte. Familie von Graevenitz verkaufte das 738 ha große Gut 1930 an eine Siedlungsgesellschaft. Im Ort bestanden vier weitere 16 ha Höfe der Familien W. Dreyer, K. Großmann, F. Johanns und F. Lembcke. 
Während der Herrschaft der Nationalsozialisten wurde das Gutshaus durch den Bund Deutscher Mädel genutzt. Zu DDR-Zeiten wurde es als Altenheim genutzt. Nach umfangreichen Sanierungsarbeiten beherbergt das Haus heute eine Wohn-, Arbeits- und Lebensgemeinschaft St. Josef der Caritas Mecklenburg e. V.
Westlich vom Herrenhaus befindet sich im angrenzenden Park ein ringsum von Wasser umgebener Hügel einer abgegangenen Turmhügelburg, zu dem eine kleine Brücke führt. Das um 1930 erweiterte ehemalige Schulgebäude wird heute als Gemeindezentrum genutzt.
Die meisten Bauernhöfe sind im Zuge der Truppenübungsplatzerweiterung durch die Umsiedlung nach Mecklenburg zwischen 1936 und 1942 entstanden, was auch an ihrer annähernd gleichen Bauweise zu sehen ist.

## Politik

### Wappen
| Wappen von Körchow | Blasonierung: „In Rot eine eingebogene goldene Spitze, belegt mit einem roten Kirchturm mit Rundfenster, geschlossener Rundbogenpforte und Walmdach sowie schwarzem Hochkreuz; vorn eine goldene Korngarbe; hinten ein goldener Pferderumpf.“ |
| Wappen von Körchow | Wappenbegründung: Das Wappen symbolisiert von der Schildteilung her die drei Ortsteile. So steht der Kirchturm für das den Ortsteil Körchow bestimmende Bauwerk, die um die Mitte des 13. Jh. erbaute Feldsteinkirche mit dem massiven Turm. Mit der Garbe sollen die traditionellen Erntefeste in Zühr versinnbildlicht werden, die alljährlich Höhepunkte im Leben der dörflichen Gemeinschaft darstellen. Der Pferderumpf repräsentiert den Ortsteil Perdöhl mit dem dort betriebenen Reitsport. Durch die Eingemeindung in die Stadt Wittenburg am 25. Mai 2014 verlor das Gemeindewappen seinen Status als Hoheitszeichen. Es kann aber weiterhin von den Bewohnern als Identifikationssymbol und als Zeichen der Verbundenheit mit ihrem Ort genutzt werden. Das Wappen und die Flagge wurde von dem Schweriner Heraldiker Karl-Heinz Steinbruch gestaltet. Es wurde am 9. Juni 1999 durch das Ministerium des Innern genehmigt und unter der Nr. 191 der Wappenrolle des Landes Mecklenburg-Vorpommern registriert. |

### Flagge

Flagge des Ortsteils Körchow

Die Flagge wurde am 22. November 2000 durch das Ministerium des Innern genehmigt.
Die Flagge ist gleichmäßig längs gestreift von Gelb und Rot. In der Mitte des Flaggentuchs liegt, auf jeweils zwei Drittel der Höhe des gelben und des roten Streifens übergreifend, das Ortsteilwappen. Die Länge des Flaggentuchs verhält sich zur Höhe wie 5:3.

## Persönlichkeiten
- Theodor Kliefoth (* 1810 in Körchow; † 1895 in Schwerin), der bedeutendste Theologe der mecklenburgischen Kirchengeschichte, wurde am 18. Januar 1810 in Körchow geboren. Nach seinen geistlichen Richtlinien wurde die Paulskirche in Schwerin gebaut. Heute ist eine Straße in Körchow nach ihm benannt.
- Ernst August Schneider (* 1902 in Körchow; † 1976 in Wien), Musikjournalist, Dramaturg, Regisseur und Theaterdirektor